# Leucauge isabela
Leucauge isabela este o specie de păianjeni din genul Leucauge, familia Tetragnathidae, descrisă de Roewer în anul 1942.
Este endemică în Bioko. Conform Catalogue of Life specia Leucauge isabela nu are subspecii cunoscute.